# William Paddy
William Paddy (* 2. Dezember 1554 in London; † Dezember 1634) war königlicher Arzt in England.

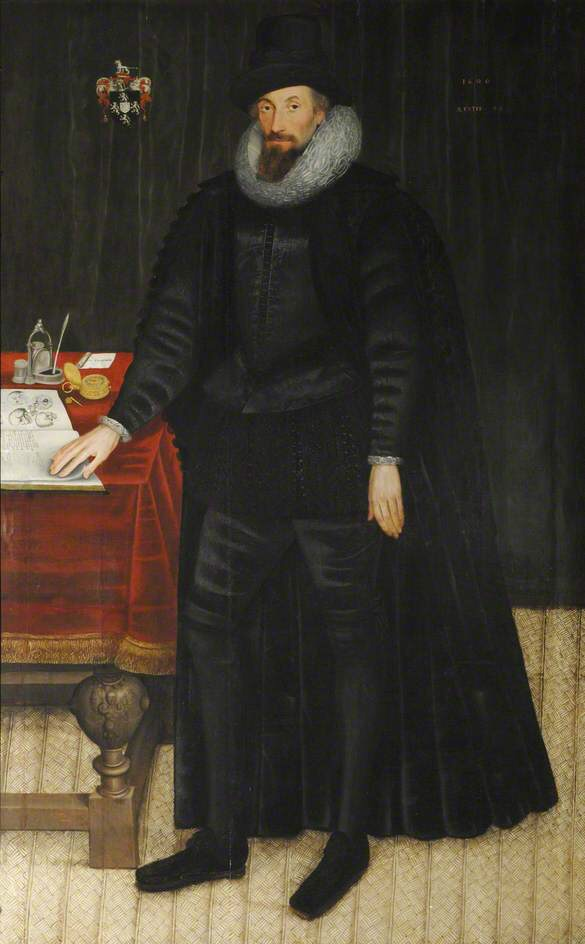
Porträt von William Paddy, datiert 1600, St. John’s College, Oxford

Paddy besuchte die Merchant Taylor’s School und die University of Oxford (St John’s College) mit dem Bachelor-Abschluss 1573. Danach studierte er Medizin in Leiden mit dem M. D. 1589. Nach der Rückkehr nach London erhielt er ein Lizenziat vom Royal College of Physicians, dessen Fellow er 1591 wurde. 1595 und 1597 bis 1600 war er Censor des Royal College of Physicians (zuständig für Ärztezulassung) und er war mehrfach Präsident (zuerst 1609) des College, dessen Privilegien er erfolgreich verteidigte. 1596 wurde er Dozent für Anatomie der Barber-Surgeon Company der Chirurgen und sezierte für diese Leichen. 1602 wurde er auch Dozent für Anatomie der Ärzteschaft. Er war einer von nur 31 für London zugelassenen Ärzten des Colleges, war Hausarzt von Robert Cecil und einer der vier Ärzte der Königin Elisabeth I. Er war auch früh Hofarzt von Jakob I. und wurde von diesem 1603 geadelt. 1604 wurde er Mitglied des Parlaments für Thetford, was er bis 1611 blieb. Er wurde von Anne von Dänemark, der Frau von Jakob I., bei der Krankheit ihrer Tochter Mary und des Prinzen Henry geholt, konnte deren Tod aber nicht verhindern.
Er spendete freigiebig für das St. John’s College in Oxford und liegt in dessen Kapelle begraben.